# De vloek van manege Pegasus
De vloek van manege Pegasus is een zesdelige Nederlandse jeugdserie uit 2016 onder regie van Michiel Geijskes. Het scenario is van Manon Spierenburg.
De serie van productiebedrijf Messercola TV Producties werd uitgezonden in het kinderblok Zapp op NPO 3 door de AVROTROS.

## Verhaallijn
De familie Van der Heijden, bestaande uit Nena, broer Niek en ouders, verhuizen uit de stad naar een oude manege. Nena's vader wil er een stoeterij voor springpaarden uitbaten. Er gebeuren echter vreemde dingen op de manege: plotseling verschijnt er een spookpaard en de bewoners van het dorp spreken over de vloek van Pegasus.

## Rolverdeling
- Lobke de Boer als Nena
- Niek Roozen als Niek
- Wendy Brouwer als Esther
- Luca Hollestelle als Lucy
- Roscoe Leijen als Mak
- Peter Post als Rob